# Juignettes
Juignettes est une commune française située dans le département de l'Eure, en région Normandie.

## Géographie

### Localisation
|                                                                    | Les Bottereaux                   | Les Bottereaux            |
| Chambord La Ferté-en-Ouche (comm. dél. de Glos-la-Ferrière) (Orne) | Juignettes                       | Les Bottereaux            |
| Saint-Nicolas-de-Sommaire (Orne)                                   | Saint-Nicolas-de-Sommaire (Orne) | Saint-Antonin-de-Sommaire |

### Relief
La commune abrite le point culminant de l'Eure (250 mètres)[réf. nécessaire].

### Hydrographie
La commune est située dans le bassin Seine-Normandie. Elle est drainée par le Val Logé, le fossé 01 de la commune de Chambord, le fossé 02 de la commune de Juignettes et le Juigne,,.
Le Val Loge, d'une longueur de 14 km, prend sa source dans la commune de Saint-Nicolas-de-Sommaire et se jette  dans la Risle à La Neuve-Lyre, après avoir traversé huit communes.

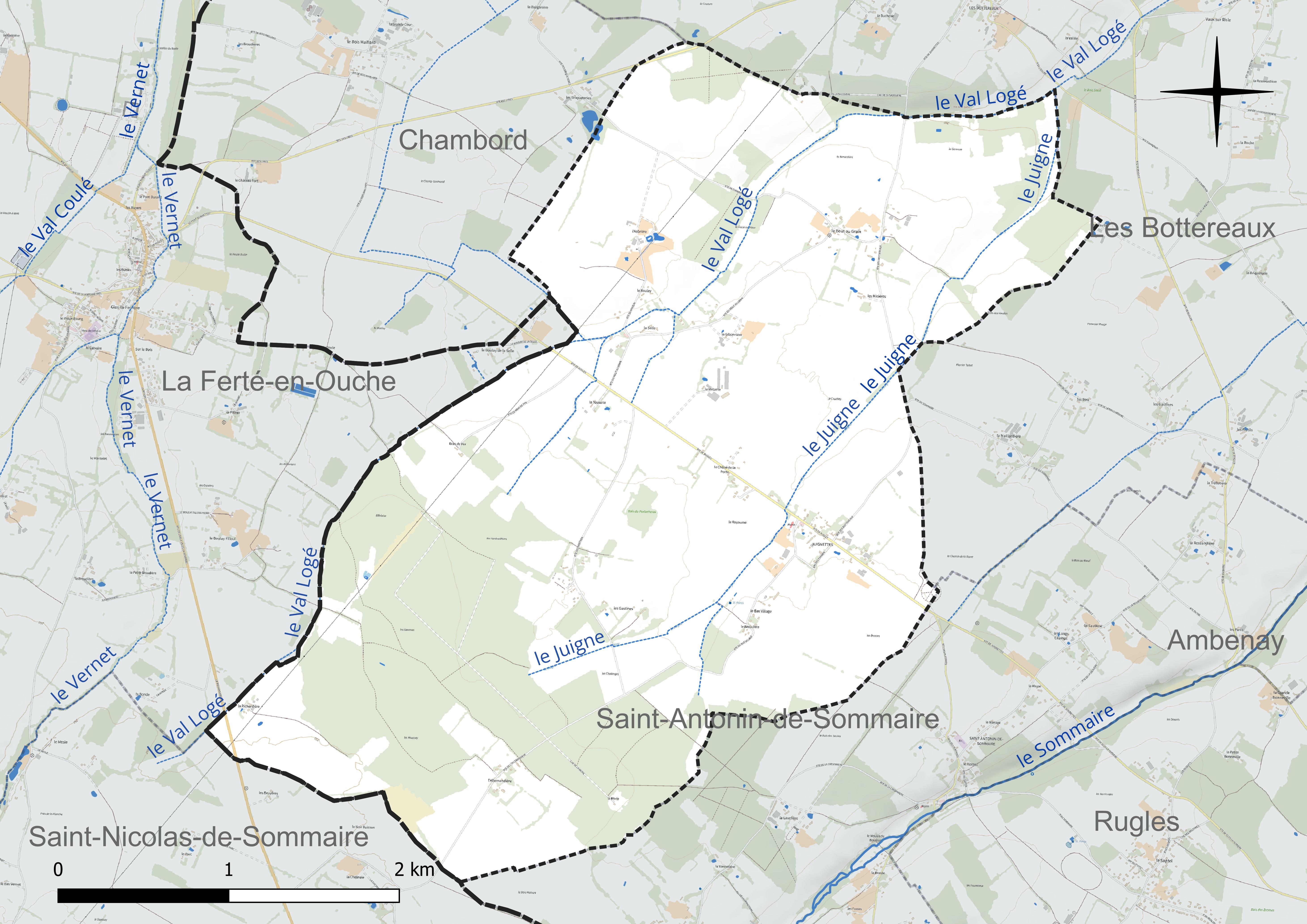
Réseau hydrographique de Juignettes.

### Climat
Pour des articles plus généraux, voir Climat de la Normandie et Climat de l'Eure.
En 2010, le climat de la commune est de type climat océanique dégradé des plaines du Centre et du Nord, selon une étude du CNRS s'appuyant sur une série de données couvrant la période 1971-2000. En 2020, Météo-France publie une typologie des climats de la France métropolitaine dans laquelle la commune est exposée à un climat océanique et est dans la région climatique  Normandie (Cotentin, Orne), caractérisée par une pluviométrie relativement élevée (850 mm/a) et un été frais (15,5 °C) et venté. Parallèlement le GIEC normand, un groupe régional d’experts sur le climat, différencie quant à lui, dans une étude de 2020, trois grands types de climats pour la région Normandie, nuancés à une échelle plus fine par les facteurs géographiques locaux. La commune est, selon ce zonage, exposée à un « climat des plateaux abrités », correspondant aux plaines agricoles de l’Eure, avec une pluviométrie beaucoup plus faible que dans la plaine de Caen en raison du double effet d’abri provoqué par les collines du Bocage normand et par celles qui s’étendent sur un axe du Pays d'Auge au Perche.
Pour la période 1971-2000, la température annuelle moyenne est de 10 °C, avec  une amplitude thermique annuelle de 14,2 °C. Le cumul annuel moyen de précipitations est de 751 mm, avec 12,1 jours de précipitations en janvier et 8,2 jours en juillet. Pour la période 1991-2020, la température moyenne annuelle observée sur la station météorologique la plus proche, située sur la commune des Bottereaux à 3 km à vol d'oiseau, est de 10,8 °C et le cumul annuel moyen de précipitations est de 736,5 mm,. Pour l'avenir, les paramètres climatiques de la commune estimés pour 2050 selon différents scénarios d’émission de gaz à effet de serre sont consultables sur un site dédié publié par Météo-France en novembre 2022.

## Urbanisme

### Typologie
Au 1er janvier 2024, Juignettes est catégorisée commune rurale à habitat très dispersé, selon la nouvelle grille communale de densité à 7 niveaux définie par l'Insee en 2022.
Elle est située hors unité urbaine et hors attraction des villes,.

### Occupation des sols
L'occupation des sols de la commune, telle qu'elle ressort de la base de données européenne d’occupation biophysique des sols Corine Land Cover (CLC), est marquée par l'importance des territoires agricoles (76,4 % en 2018), une proportion identique à celle de 1990 (76,4 %). La répartition détaillée en 2018 est la suivante : 
terres arables (53,9 %), forêts (23,6 %), prairies (13,9 %), zones agricoles hétérogènes (8,6 %). L'évolution de l’occupation des sols de la commune et de ses infrastructures peut être observée sur les différentes représentations cartographiques du territoire : la carte de Cassini (XVIIIe siècle), la carte d'état-major (1820-1866) et les cartes ou photos aériennes de l'IGN pour la période actuelle (1950 à aujourd'hui).

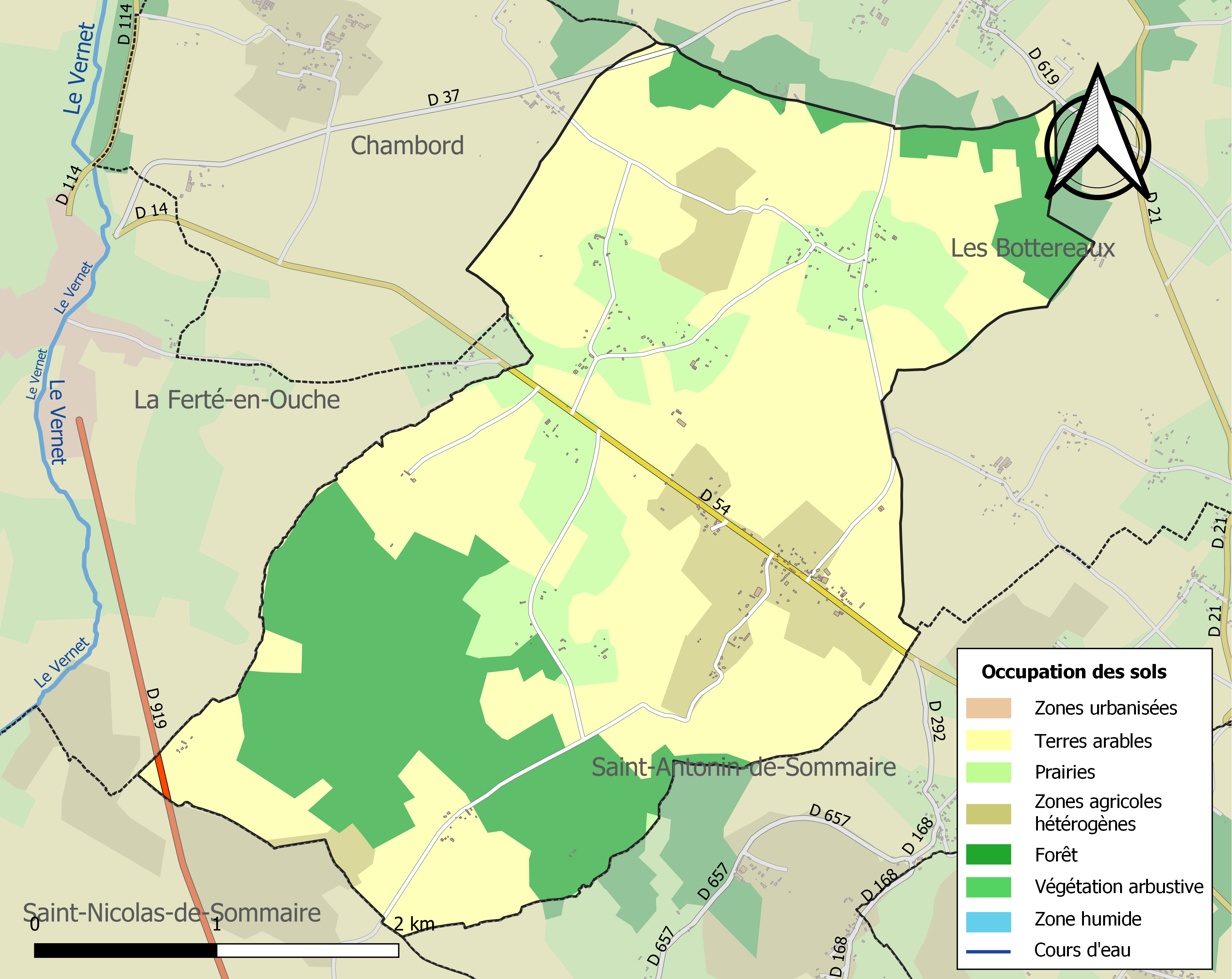
Carte des infrastructures et de l'occupation des sols de la commune en 2018 (CLC).

## Toponymie
Le nom primaire de la localité est attesté sous la forme Cella en 1085 (charte de Saint-Sauveur), La Cella en 1152 (bulle d’Eugène III), Cellæ en 1226 (cartulaire de Lyre), La Cele en 1231 (charte de Saint-Sauveur), La Selle-en-Ouche en 1828 (Louis Du Bois), La Celle en 1839 (L. P.). « Cellule, ermitage, dépendance d'un monastère ».
Juignettes est une ancienne commune, rattachée à La Selle en 1844, attestée sous les formes Junetta en 1210,, Juygne en 1276, Juguiette (géogr. de Dumoulin) ou Jugniette en 1765.

## Histoire
L'ancienne commune de La Selle a été réunie à Juignettes en 1844.

## Politique et administration
| Période                                  | Période | Identité        | Étiquette | Qualité |
| ---------------------------------------- | ------- | --------------- | --------- | ------- |
| mars 2001                                |         | M. Claude Angot |           |         |
| Les données manquantes sont à compléter. |         |                 |           |         |

## Démographie
L'évolution du nombre d'habitants est connue à travers les recensements de la population effectués dans la commune depuis 1793. Pour les communes de moins de 10 000 habitants, une enquête de recensement portant sur toute la population est réalisée tous les cinq ans, les populations de référence des années intermédiaires étant quant à elles estimées par interpolation ou extrapolation. Pour la commune, le premier recensement exhaustif entrant dans le cadre du nouveau dispositif a été réalisé en 2008.

En 2022, la commune comptait 293 habitants, en évolution de +37,56 % par rapport à 2016 (Eure : −0,25 %, France hors Mayotte : +2,11 %).
| 1793 | 1800 | 1806 | 1821 | 1831 | 1836 | 1841 | 1846 | 1851 |
| ---- | ---- | ---- | ---- | ---- | ---- | ---- | ---- | ---- |
| 211  | 219  | 200  | 190  | 183  | 186  | 182  | 356  | 342  |

| 1856 | 1861 | 1866 | 1872 | 1876 | 1881 | 1886 | 1891 | 1896 |
| ---- | ---- | ---- | ---- | ---- | ---- | ---- | ---- | ---- |
| 297  | 283  | 274  | 240  | 238  | 213  | 203  | 200  | 225  |

| 1901 | 1906 | 1911 | 1921 | 1926 | 1931 | 1936 | 1946 | 1954 |
| ---- | ---- | ---- | ---- | ---- | ---- | ---- | ---- | ---- |
| 179  | 183  | 210  | 178  | 200  | 182  | 155  | 185  | 193  |

| 1962 | 1968 | 1975 | 1982 | 1990 | 1999 | 2006 | 2008 | 2013 |
| ---- | ---- | ---- | ---- | ---- | ---- | ---- | ---- | ---- |
| 154  | 150  | 142  | 141  | 131  | 136  | 229  | 237  | 239  |

| 2018 | 2022 | - | - | - | - | - | - | - |
| ---- | ---- | - | - | - | - | - | - | - |
| 228  | 293  | - | - | - | - | - | - | - |

## Lieux et monuments
- Église Saint-Pierre de La Selle,  Inscrit MH (1998)[31].